# 티무르 제국
티무르 제국(아랍어: الدولة التيمورية 알 다울라트 알 티무리야[*], 페르시아어: امپراتوری تیموری 임페라토리 티모르)은 14세기 후반부터 16세기 초까지 존속했던 중세 후기의 이슬람 왕조로, 오늘날의 이란, 이라크, 아프가니스탄, 중앙아시아의 대부분, 남캅카스, 그리고 일시적으로 파키스탄과 북인도, 튀르키예의 일부분을 지배했다. 티무르 제국은 튀르크-몽골 문화와 페르시아 문화를 혼합하여 문화적으로 융성했으며, 왕조의 구성원들 대부분은 "이상적인 페르시아-이슬람 통치자"로 여겨졌다.
왕조의 시조 티무르는 본래 몽골에서 기원했지만 언어적으로 튀르크화하고 종교적으로는 이슬람화했던 바를라스 부족 출신으로, 스스로를 칭기즈 칸의 후계자이자 몽골 제국의 재건자로 자칭하면서 활발한 정복 활동을 펼쳤다. 1370년부터 1405년까지, 티무르 제국은 북쪽으로는 카자흐스탄 남부에서 남쪽으로는 펀자브 일대, 서쪽으로는 시리아·아나톨리아에서 동쪽으로는 동튀르키스탄에 이르는 지역까지 광범위하게 팽창했다. 티무르 사후 잠시 내전이 발생하기는 했지만, 유능한 통치자였던 샤 루흐와 울루그 베그 치하에서 티무르 제국은 전성기를 계속 이어갈 수 있었다. 특히 유능한 천문학자이자 수학자인 울루그 베그의 치세에, 제국은 티무르 르네상스라고 불리는 문화적 전성기를 맞이하여 헤라트와 사마르칸트 등의 대도시는 동부 이슬람 세계의 문화적 중심지로 거듭났다.
1467년까지, 티무르 제국은 페르시아 영토 대부분을 카라 코윤루(흑양조)와 아크 코윤루(백양조)라고 불리는 튀르크멘 연맹체들에게 빼앗겼다. 한편 티무르 왕조 구성원들은 그보다 더 동쪽, 즉 호라산과 트란스옥시아나, 아프가니스탄, 그리고 북인도 일부 지역에서 티무르 토후국(Timurid emirate)이라고도 알려진 더 작은 국가들을 계속 통치했다. 그러나 지속되는 내전으로 제국의 국력은 계속 쇠퇴하였고, 외부에서의 위협은 점점 심화되었다. 결국 15세기 후반부터 북방의 스텝 지역에서 침입해오기 시작한 우즈베크족들이 무함마드 샤이바니 칸의 지도 아래 1505년에 사마르칸트, 1507년에 헤라트를 함락시키면서 티무르 제국은 멸망하였다.
그러나 왕조가 완전히 끊어진 것은 아니었는데, 페르가나 출신으로 티무르 왕조의 일원이었던 바부르는 우즈베크족들의 공격에서 벗어나 아프가니스탄의 카불을 점령하고, 그곳에서 작은 왕국을 세웠다. 약 20년 후, 바부르는 델리 술탄국을 파니파트 전투에서 격파하고 북인도를 정복하였는데, 이것은 후일 인도 아대륙 대부분을 지배하게 될 무굴 제국의 시작이었다.

## 국호
역사가 사라프 앗딘 알리 야즈디는 자신의 저서 「자파르나마 (승리의 서)」에서 티무르 제국의 공식적인 국호가 투란(페르시아어: توران)이었다고 적었다. 기록에 따르면 티무르는 울루 타그 산비탈의 바위에 '투란'이라는 국명을 새기라 했다고 전해지는데, 이것이 오늘날 카자흐스탄에 있는 카르삭페이 비문(Karsakpay inscription)이라고 한다. 비문 원문에는 다음과 같은 구절이 있다.
| “ | 투란의 술탄 티무르는 불가르 칸 토크타미쉬에 맞서 이슬람을 위해 30만 명의 군대를 이끌고 북쪽으로 올라갔다... | ” |

티무르 시대의 문헌에서는 일반적으로 이란과 투란(ایران و توران Iran u turan)이라는 명칭이 자주 등장한다. 이는 페르시아-이슬람 국가인 이란과, 중앙아시아의 스텝 유목 제국인 튀르크 및 몽골을 모두 아울렀다는 의미에서 사용된 것이었다. 트란스옥시아나의 아랍어 지명인 마와라안나흐르(ما وراء النهر) 역시 자주 사용되었다. 한편 중국에서는 티무르 제국을 수도 사마르칸트를 음차한 살마아한(撒馬兒罕)이라고 불렀다.
| “ | 살마아한은 곧 한나라 때의 계빈 지역으로서...(중략) 원나라 말에 그곳의 왕이 된 자가 부마 첩목아였다. 그 나라는 동서로 3,000여 리이고, 지세(地勢)는 넓고 평탄하며, 토양은 비옥하였다. | ” |
|   | — 「명사」332권 열전 220제 서역 4 |   |

시아파 역사학자들은 티무르 제국의 통치 왕조를 구르카니(گورکانیان Gurkāniyān)이라고 기록했다. 이것은 몽골어로 사위를 뜻하는 쿠르겐(Güregen)에서 유래한 용어로서, 티무르 자신이 칭기즈 가문(황금씨족)의 혈통을 물려받지 못했으므로 칸을 칭할 수 없자, 그의 통치를 정당화하기 위해서 이를 사용했던 것이다. 이것은 티무르가 칭기즈 혈통을 물려받은 모굴리스탄 공주 사라이 물크 카눔과 결혼했기 때문에 가능했다.

## 역사

### 배경
14세기 초를 전후하여, 차가타이 칸국에서는 전통적인 유목생활을 중시하고 알말리크를 중심으로 하는 초원 지대에 머무르고자 하는 세력과, 정주지대에 궁성을 짓고 거주하면서 이슬람으로 개종하여 토착귀족들과 협력할 것을 강조하는 세력 사이에 갈등이 심화되었다. 칸국의 동부 지역(동튀르키스탄)에서는 유목민 세력이 더 강했고, 칸국의 서부 지역(트란스옥시아나)에서는 정주 세력들이 더 강했다. 전자는 스스로를 '모굴인'이라고 칭했고, 후자는 스스로를 '차가타이인'이라고 칭했다.
1347년, 카잔 칸이 카라우나스 부의 아미르 카자간에게 패배한 뒤 사망했고, 카자간은 다니슈멘디를 명목상의 칸으로 내세운 뒤 실권을 장악했다. 1년 뒤인 1348년, 동부 지역의 유력 부족이었던 두글라트 부를 중심으로 한 '모굴인'들이 이에 반발하여 투글루크 티무르(Tughlugh Timur)를 칸으로 추대한 뒤 떨어져 나갔다. 이로써 차가타이 칸국은 모굴리스탄 칸국(=동차가타이 칸국)과 서차가타이 칸국으로 분열되고 말았다.
서차가타이 칸국에서 카라우나스 부의 지배는 카자간과 그의 아들 압둘라 2대 12년에 걸쳐 이어졌지만, 1358년 압둘라가 암살되면서 막을 내렸다. 압둘라의 죽음 이후 트란스옥시아나 지역은 무정부 상태로 돌아갔다. 이때 동차가타이 칸국에서는 (역설적이게도) 이슬람을 수용하고 투글루크 티무르의 강력한 지도 아래 안정을 되찾았다. 투글루크 티무르는 혼란에 빠진 트란스옥시아나에 1360년과 1361년 두 차례나 진군하여, 여러 부족들의 아미르들을 격파하고 일시적으로 차가타이 칸국을 재통일했다. 티무르가 역사의 무대에 본격적으로 등장하는 것은 바로 이 시기부터이다.

### 티무르 (1370~1405)
티무르는 1336년 사마르칸트 인근의 케쉬에서 출생한 인물로, 몽골 제국의 귀족 가문이자 보르지긴 씨족의 방계인 바를라스 부족 출신이었다. 젊은 시절 티무르는 하인들을 데리고 가축을 약탈하는 도적질을 일삼았지만, 뛰어난 군사지휘자로서 그 재능을 발휘하면서 서서히 인망을 모아 서차가타이 칸국의 유력자로까지 성장하였다.
1370년 무렵, 티무르는 사마르칸트를 중심으로 서차가타이 칸국의 여러 유목집단들을 통합하는 데 성공했다. 이후 티무르는 1405년까지 원정을 되풀이하여 제국의 영토를 지속적으로 확장시켰다. 이 기간 동안 티무르는 호라산, 페르시아, 이라크, 아제르바이잔 등지를 정복하고, 인도, 소아시아, 킵착 초원의 국가들을 패배시킨 후 속국으로 삼아 강력한 영향력을 행사했다. 이를 통해 티무르의 지배지는 과거 몽골 제국 서부 3개의 칸국(주치 울루스, 훌레구 울루스, 차가타이 울루스)의 영역을 포함하게 되었다.
티무르의 제국은 크게 두 가지로 나눌 수 있는데, 하나는 부족 연맹체들이 지배하는 영토이고 다른 하나는 제국의 직할령이다. 페르시아 서부, 킵착 초원, 모굴리스탄 등이 전자에 해당하고 호라산, 페르가나, 호라즘 등 이후에도 티무르의 후예들이 계속해서 지배한 영토는 후자에 해당한다. 티무르는 전자에 대해서는 항구적인 정복보다는, 상위 군주로 인정받고 조공을 받는 선에서 그쳤다. 이는 티무르가 이전 트란스옥시아나에서 부족 연합 국가를 자신에게 충성하는 중앙 집권적 국가로 만드는 것이 매우 어렵고 시간이 많이 드는 업적임을 알았기 때문이라고 추측된다.
후자에 속하는 영토에서, 티무르는 항구적 정복을 위한 조치들을 여럿 취했다. 대표적으로 전쟁 도중 파괴된 도시들을 군대를 이용하여 복구한 것, 관개 시설을 설치하거나 요새를 건설한 것, 정복지의 군대를 트란스옥시아나로 이주시키고, 반대로 트란스옥시아나의 군대를 각 정복지로 이주시키는 것 등의 정책이 이에 속한다.

### 1차 내전기(1405~1420)
티무르 사후, 그의 아들들과 손자들이 티무르의 뒤를 잇기 위해 싸우면서 1차 내전이 일어났다. 초반에 사마르칸트를 비롯한 트란스옥시아나 일대를 장악한 것은 미란 샤의 아들 할릴 술탄이었으나, 그는 부인의 충고대로 하급 아미르들을 고위직에 기용하여 기존 고위층들의 반감을 샀으며, 때마침 발생한 기근으로 민심을 잃어버렸다. 이를 틈타 티무르의 4남 샤 루흐가 승기를 잡았고, 결국 1420년에 할릴 술탄이 샤 루흐에게 항복하면서 내전이 끝났다.
이 시기에는 카라 코윤루(흑양조)가 티무르 제국을 위협할 정도로 크게 성장했다. 카라 코윤루의 수장 카라 유수프(Kara Yusuf)는 1408년 사르드루드 전투에서 티무르의 3남 미란 샤를 패사(敗死)시켰을 뿐만 아니라, 타브리즈를 점령하고 아제르바이잔과 이라크를 장악함으로써 제국의 서부 영토를 집어삼켰다. 한편 티무르에 의해 복속되었던 아크 코윤루(백양조)와 오스만 제국, 조지아 왕국, 맘루크 왕조 또한 이 무렵에 독립하거나 다른 국가의 영향권 안에 들어가게 되었다.

### 샤 루흐 (1420~1447)

샤 루흐의 두상

혼란기를 종식시킨 샤 루흐는 자신의 근거지 헤라트를 중심으로 제국의 재건을 꾀했고, 다른 대부분의 티무르 일족들도 그의 종주권을 인정했다. 하지만 내전 끝에 복구된 제국은 티무르 시대보다는 비교적 약화되었고, 따라서 자신에게 반항하는 외부 세력들을 이전처럼 힘으로 찍어 누르는 것이 불가능해졌다.
동쪽에서는 모굴 칸국이 이전의 피해를 회복하고 카슈가르 일대를 위협했으며, 북방에서는 아불 하이르 칸을 중심으로 한 우즈베크인들이 트란스옥시아나로 침입해오기 시작했다. 한편 서쪽에서는 여전히 카라 코윤루를 비롯한 튀르크멘 세력들이 페르시아를 공격했다. 샤 루흐는 수 차례에 걸친 원정을 통해 이들을 패배시켰지만, 몇몇 대도시들과 주요 거점들을 점령하고 명목상의 종주권을 인정받는 선에서 만족해야 했다.
한편, 샤 루흐 시대는 이전 티무르의 시대보다 문화적으로 훨씬 융성했다. 샤 루흐는 예술과 학문의 위대한 후원자였으며, 수많은 학자들과 예술가, 과학자들이 제국에서 활동하면서 다양한 유산을 남겼다. 이 무렵 페르시아 문화와 튀르크-몽골 문화가 혼합된 건축 양식이 발달하여 헤라트와 마슈하드에 여러 모스크와 마드라사(신학교)들이 세워졌다. 또한『샤나메』를 비롯한 다양한 작품들이 차가타이어, 아랍어, 페르시아어 등으로 번역되어 출판되었고, 정교하고 화려한 페르시아 사본들과 세밀화들이 여럿 제작되었다.
역사가 토마스 W.렌츠와 글렌 D는 샤 루흐의 업적에 대해서 다음과 같이 말했다.
| “ | 그의 아버지와 달리, 샤 루흐는 튀르크-몽골 혈통의 정복자가 아니라 이슬람의 술탄으로서 티무르 제국을 통치했다. 왕조 시대의 연대기에서 그는 경건하고 겸손한 위대한 인물로 칭송받고 있는데, 실제로 그는 티무르에 의해 발생한 피해를 상당 부분 복구한 모범적인 이슬람 통치자이다. | ” |

### 울루그 베그 (1447~1449)
샤 루흐가 1447년에 사망하자, 아들이었던 울루그 베그가 그 지위를 계승했다. 훌륭한 문화인이자 뛰어난 수학자·천문학자·역사학자였던 그는, 1409년 트란스옥시아나 총독으로 부임한 이후로부터 과학자·예술가들을 우대하고, 학문·예술을 장려하면서 그들에게 막대한 후원을 아끼지 않았다. 이에 힘입어, 티무르 제국의 두 대도시였던 사마르칸트과 헤라트는 동부 이슬람 세계의 문화 중심지로서 대단히 번영했다. 이 시기에 페르시아 고전 문학에 대한 관심이 되살아났고, 건축 양식 또한 한 층 더 발전하여 제국 곳곳에 화려한 모스크와 영묘가 건설되었다. 울루그 벡 스스로도 구면 기하학이나 삼각함수 등 천문역산학에 대한 저술을 남겼기 때문에 유명하다. 따라서 그의 치세는 티무르 제국의 문화적인 전성기로 평가받는다(티무르 르네상스). 이때의 티무르 제국은 당대 이슬람 세계에서 문화적으로 가장 발전했으며, 많은 사람들이 제국 치하의 호라산과 트란스옥시아나를 여행하고 이를 자세히 기록했다.
그러나 그는 군주로서의 재간이 부족했기 때문에 내란이 끊이질 않았고, 짧은 제위 기간 동안 그의 권위와 지배권을 확립하는 데 실패했다. 결국 제위 2년만인 1449년, 울루그 베그는 발흐에서 반란을 일으킨 아들 압둘 라티프에 의해 붙잡힌 후 처형당했다. 소련의 조사에서 울루그 베그의 유골은 머리와 몸통이 따로 있었던 것이 발견됨으로써 그의 비극적인 최후가 실증되었다. 울루그 베그의 사후 내전기가 다시금 도래했고, 이때부터 티무르 제국은 본격적으로 쇠퇴의 길을 걷는다.

### 2차 내전기(1447~1459)
2차 내전의 조짐은 샤 루흐 사후 곧바로 나타났다. 샤 루흐의 아들 울루그 베그가 즉위했지만, 알라 앗 다울라 등 여러 티무르 일족들이 반란을 일으켰던 것이다. 1449년에 울루그 베그의 아들 압둘 라티프가 아버지를 처형하고 즉위했지만, 1년 뒤 그 자신도 처형당함으로써 트란스옥시아나 지역은 무정부 상태로 돌입하였다. 한편 페르시아 중부와 호라산은 각각 술탄 무함마드, 아불 카심 바부르가 장악하고 있었다.
트란스옥시아나 지역이 혼란해지자, 이 기회를 이용해 티무르의 3남 미란 샤의 손자였던 아부 사이드가 우즈베크인들의 도움으로 1451년 사마르칸트를 장악했다. 이후 아부 사이드는 여세를 몰아 1454년에 발흐를 합병하고 트란스옥시아나를 통일했다. 따라서 제국은 호라산의 아불 카심 바부르와 트란스옥시아나의 아부 사이드로 양분되었다. 1458년 아부 사이드가 헤라트를 점령함으로써 마침내 2차 내전이 종식되었다.
1차 내전기 때와 마찬가지로, 티무르 제국이 혼란에 빠진 사이에 주변 국가들이 크게 성장하였다. 특히 자한 샤가 이끄는 카라 코윤루는 1477년 이후 호라산을 제외한 페르시아 영토 전역을 제국으로부터 빼앗아갔으며, 1458년에는 제국의 수도 헤라트를 잠시 점령하기까지 했다. 또한 킵차크 칸국이 붕괴하면서, 북방의 우즈베크인들이 시르다리야 강을 넘어 본격적으로 남하하려는 조짐을 보이기 시작했다.

### 아부 사이드 (1349~1469)

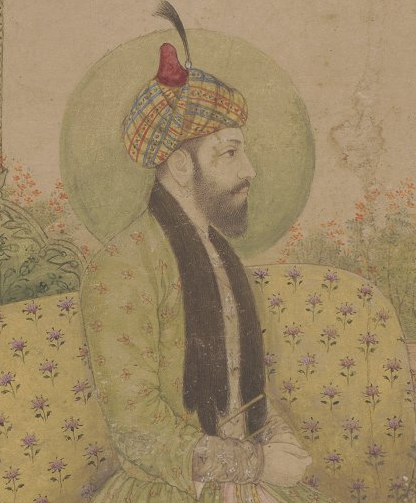
아부 사이드 미르자의 무굴식 초상화

아부 사이드는 헤라트와 사마르칸트라는 제국의 주요 도시들을 동시에 지배하고, 이라크와 아제르바이잔까지 진군한 마지막 티무르 군주였다.
아부 사이드는 우즈베크인들의 힘을 빌어 사마르칸트를 점령했고, 이후 타슈켄트에 있던 수피즘 낙쉬반디 교단의 셰이흐 아흐라르를 초청하여 그 종교적 권위를 배경으로 트란스옥시아나를 장악했다. 이어 헤라트를 중심으로 하는 호라산~이란 동부 지역을 지배 아래 둠으로써 제국의 재통일을 완수했다.
그러나 이전과는 달리 외부에 투사되는 티무르 제국의 힘은 확연히 약해졌는데, 이는 우즈베크인과 모굴리스탄 칸국, 아크 코윤루의 성장 때문이었다. 아부 사이드는 모굴리스탄 칸국에 대해서는 제국에서 망명생활을 하던 유누스를 칸으로 임명하고 파견함으로써 안정시키는 데 성공했다. 그러나 아부 사이드는 우즈베크인들이 시르다리야 강을 넘어 트란스옥시아나를 약탈하는 것은 막을 수 없었다. 또한 아부 사이드는 1469년에 아크 코윤루와의 전쟁에서 대패했고, 이는 그 자신의 죽음과 제국의 재분열이라는 대재앙을 초래했다.

### 남북조시대/티무르 토후국 시대 (1469~1495)

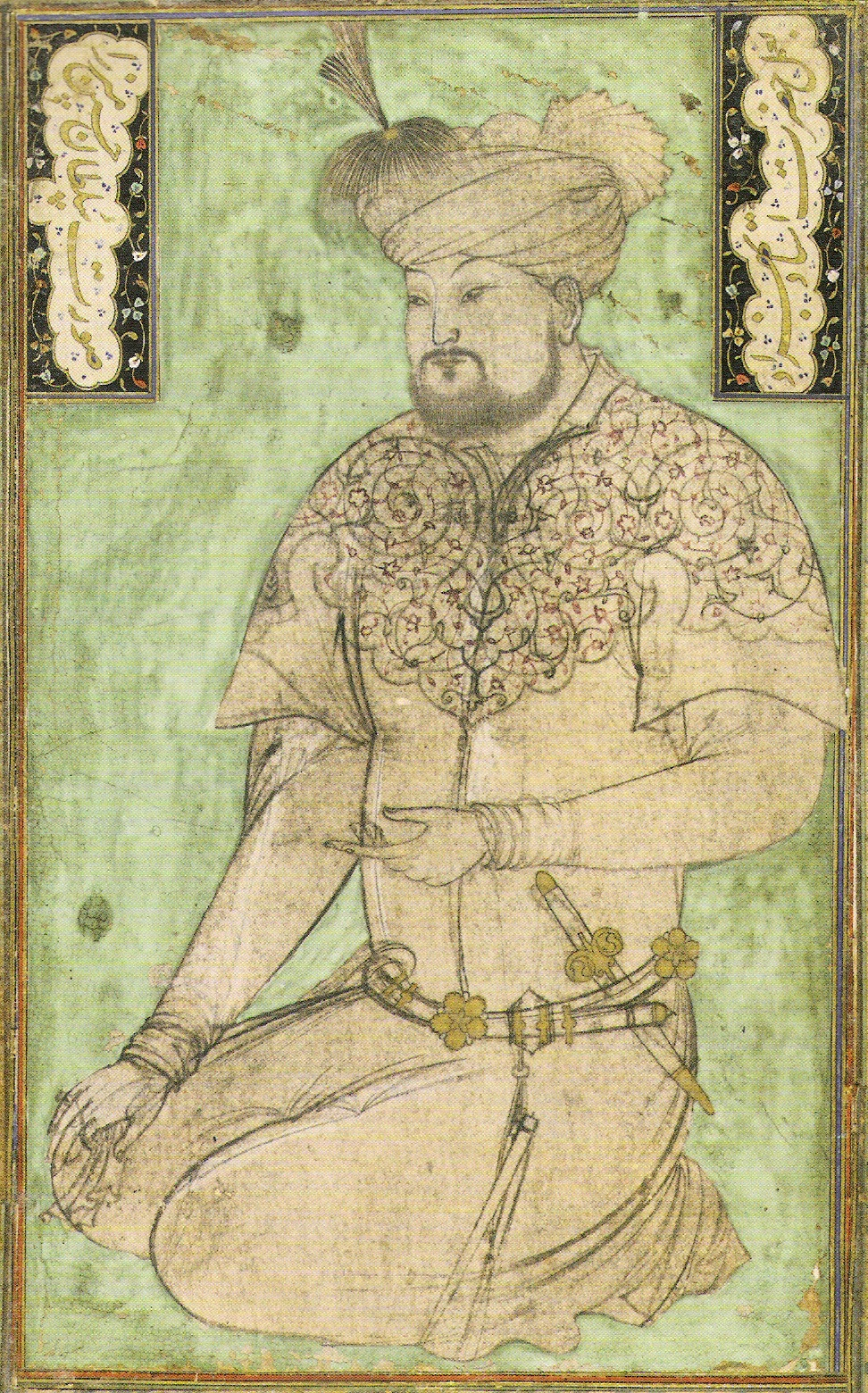
후세인 바이카라의 초상화

아부 사이드 사후, 비교적 짧은 기간(1469~1470년) 동안 내전이 일어났다. 그 결과 헤라트를 중심으로 한 아무다리야 강 이남의 영토, 즉 호라산 일대는 티무르의 현손인 후세인 바이카라가 차지하고, 그 이북은 아부 사이드의 아들들이 차지했다. 이후 티무르 제국은 남과 북으로 분단된 가운데 상대적으로 안정적인 구도가 유지되었다. 또한 서쪽의 백양 왕조와도 어느정도 화평을 이루었으며, 북쪽의 우즈베크인들 역시 아불 하이르가 사망하면서 일시적으로 와해되었기 때문에, 이 시기는 내부 분열과 전쟁으로 점철된 티무르 제국사 전체를 통틀어서도 드물게 매우 평화로웠다.
이 시대의 가장 특징적인 점은 '티무르 르네상스'로 불리는 티무르 제국의 문화 발전이 절정에 달했다는 점이다. 후세인 바이카라가 지배하던 헤라트에서 이 점이 두드러졌다. 후세인 바이카라와 재상 알리셰르 나보이가 문예를 보호함으로써, 헤라트의 궁정을 중심으로 티무르조의 시대 전부를 통틀어도 비교할 대상이 없는 최고로 화려한 문화가 꽃을 피웠다. 반면 사마르칸트의 궁정은 낙쉬반디 교단의 영향으로 헤라트만큼 예술을 부흥시키지는 못했다.

### 몰락
티무르 제국은 15세기 후반 동안 급격히 쇠퇴했는데, 이는 제국을 분할 상속하는 몽골-티무르조의 전통과 여러 차례의 내전 때문이었다. 16세기까지, 내전으로 인해 분열되고 피폐해진 티무르 제국은 대부분의 영토에 대한 통제권을 상실하였고, 이는 아크 코윤루와 우즈베크인들에 의해 빠르게 정복되었다.
1490년대 중반, 아부 사이드의 아들들이 대부분 사망하자 트란스옥시아나는 큰 혼란에 빠져들었다. 이를 틈타 우즈베크 유목민들이 트란스옥시아나를 대거 침공하는데, 이는 결국 1500년 우즈베크 칸 무함마드 샤이바니가 사마르칸트와 부하라를 점령하는 사태로 이어진다. 1501년에 페르가나 출신의 바부르가 잠시 사마르칸트를 탈환하지만, 그도 무함마드 샤이바니에게 패배하고 남쪽의 아프가니스탄 카불로 후퇴했다.

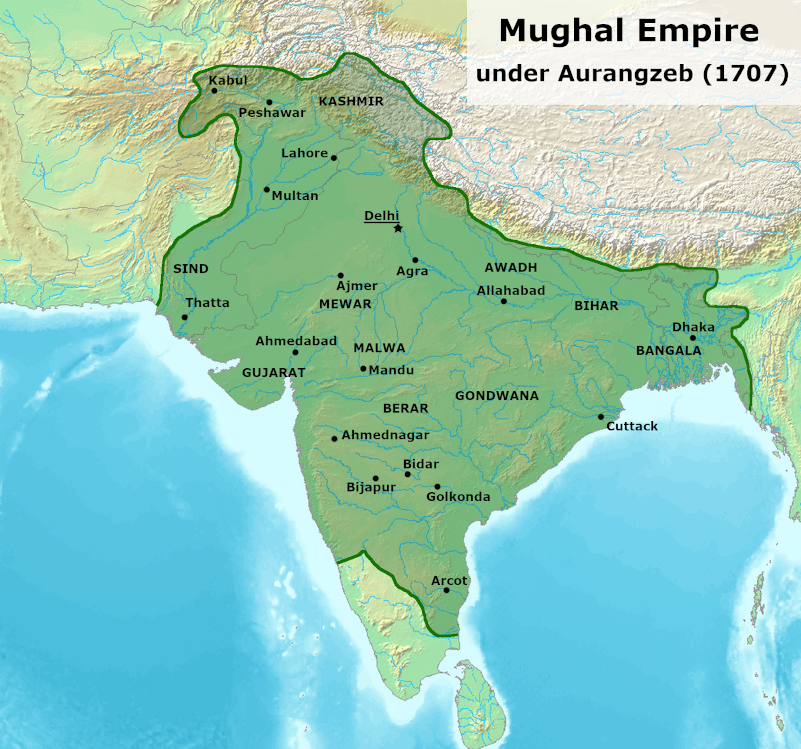
1707년 무렵 무굴 제국의 최대 판도

1490년대에 트란스옥시아나가 혼란해진 것은, 어쩌면 후세인 바이카라에게는 티무르 제국을 재통일할 절호의 기회일지도 몰랐다. 그러나 후세인 바이카라는 당시 아들들이 일으킨 반란 때문에 이러한 호기를 이용하지 못했다. 후세인은 반란을 진압하고 카불의 바부르와 협력하여 우즈베크인들을 중앙아시아에서 몰아내려 했다. 그러나 1506년, 후세인이 죽고 그의 두 아들들(바디 알자만, 무자파르)이 후계자 자리를 두고 내분을 일으켰다. 바부르는 이를 보고 가망이 없다고 여겨 철수했고, 1년 뒤인 1507년에 헤라트마저 무함마드 샤이바니에게 점령되었다.
이후 카불을 통치하던 바부르는 1520년대부터 북인도로 진출하기 시작했고, 1526년 파니파트 전투에서 델리 술탄조를 물리치고 무굴 제국을 건국함으로써 인도에서 티무르 제국의 명맥을 이어나갔다. 무굴 제국은 17세기까지 인도의 대부분을 지배하면서 전성기를 구가했지만, 그 다음 세기 동안 여러 이유로 인해 쇠퇴했다. 티무르 제국의 잔재는 1857년 영국이 무굴 제국을 폐지하고 인도 제국을 설립하면서 마침내 역사 속으로 사라졌다.

## 문화
수도인 사마르칸트는 국제적인 상업 도시로서 번영하여 왕년의 바그다드를 능가할 정도로 번영했다. 예술·문화면에서는 이란 문화의 영향이 강하고 역대 군주의 보호 및 장려에 의해서 티무르풍(風)의 이슬람 문화가 발달했다. 건축 양식에서는 중국식의 탑과 유목 민족의 천막을 조합한 독특한 사원(寺院)이 만들어졌고, 회화(繪畵)에서는 이란풍의 미니아튀르(세밀화細密畵) 예술이 발달했다. 이란 문학에서는 시인 자미의 이름이 가장 알려졌고 아라비아 수학·천문학·의학·지리학·역사학 등도 발달하여 이슬람 세계에 커다란 영향을 주었다.

## 티무르 왕조의 통치자

### 통일 티무르 제국의 통치자
1. 티무르 (1370년 ~ 1405년)
2. 할릴 술탄 (1405년 ~ 1409년)
3. 샤 루흐 (1409년 ~ 1447년)
4. 울루그 베그 (1447년 ~ 1449년)
5. 압둘 라티프 (1449년 ~ 1450년)
6. 압둘라 (1450년 ~ 1451년)
7. 아부 사이드 미르자 (1451년 ~ 1469년)

#### 사마르칸트 정권
1. 술탄 아흐마드 (1469년 ~ 1494년)
2. 술탄 마흐무드 (1494년 ~ 1495년)
3. 바이순쿠르 (1495년 ~ 1496년)
4. 술탄 알리 (1496년)
5. 바이순쿠르 (2번째, 1497년)
6. 바부르 (1497년 ~ 1498년)
7. 술탄 알리 (2번째, 1498년 ~ 1500년)

#### 헤라트 정권
1. 샤 루흐 (1405년 ~ 1449년)
2. 아불 카심 바부르 (1449년 ~ 1457년)
3. 샤 마흐무드 (1457년)
4. 이브라힘 (1457년 ~ 1459년)
5. 술탄 아부 사이드 미르자 (1459년 ~ 1469년)
6. 술탄 후세인 이븐 만수르 이븐 바이카라 (첫 번째  지배: 1469년)
7. 야드가르 무함마드 (1469년 ~ 1470년)
8. 술탄 후세인 이븐 만수르 이븐 바이카라 (두 번째 지배: 1470년 ~ 1506년)
9. 바디 알자만 (1506년 ~ 1507년)

### 그 밖의 통치자
- 미란 샤
- 피르 무함마드 이븐 자한기르
- 자한기르

## 같이 보기
- 몽골 제국
- 칭기즈 칸
- 티무르
- 중앙아시아
- 사마르칸트
- 헤라트

### 설명주
1. ↑  이란은 전통적으로 페르시아 문화권을 가르키는 명칭이고(3세기 사산 제국 시대에 만들어진 낙쉐로스탐 비문에서 처음으로 사용된 것이 확인되었다), 투란은 중앙아시아 일대를 가리키는 역사적 명칭이다.[9] 두 지역은 옥수스를 사이에 두고 구분되었다.
2. ↑  티무르의 음차이다.
3. ↑  '모굴리스탄(Moghulistan)'이라고도 한다. 톈산 산맥 북방의 초원 지대를 일컫는 지명으로서, 발하슈 호와 이식쿨 호 사이에 위치해있다.
4. ↑  오늘날 우즈베키스탄의 샤흐리 삽스
5. ↑  이를 주도한 것은 샤 루흐의 아들 바이순구르였는데, 그는 예술과 학문에 조예가 깊었다.
6. ↑  술탄 무함마드는 이미 그 이전에 아불 카심 바부르에게 패배하고 사망한 뒤였다.
7. ↑  그리고 이 영토는 나중에 아크 코윤루를 무너뜨린 이스마일 1세의 사파비 제국에게 그대로 넘어가게 된다.

### 인용주
1. ↑  
  - Manz, Beatrice Forbes (1999). The Rise and Rule of Tamerlane. Cambridge University Press, p.109. ISBN 0-521-63384-2. Limited preview - 구글 도서. p.109. "In almost all the territories which Temür incorporated into his realm Persian was the primary language of administration and literary culture. Thus the language of the settled 'divan' was Persian."
  - B.F. Manz, W.M. Thackston, D.J. Roxburgh, L. Golombek, L. Komaroff, R.E. Darley-Doran. "Timurids" Encyclopaedia of Islam Brill Publishers 2007; "During the Timurid period, three languages, Persian, Turkish, and Arabic were in use. The major language of the period was Persian, the native language of the Tajik (Persian) component of society and the language of learning acquired by all literate and/or urban Turks. Persian served as the language of administration, history, belles lettres, and poetry."
  - Bertold Spuler. “CENTRAL ASIA v. In the Mongol and Timurid Periodse”. Encyclopaedia Iranica. 2017년 9월 14일에 확인함. "Like his father, Olōğ Beg was entirely integrated into the Persian Islamic cultural circles, and during his reign Persian predominated as the language of high culture, a status that it retained in the region of Samarqand until the Russian revolution 1917 ... Ḥoseyn Bāyqarā encouraged the development of Persian literature and literary talent in every way possible ...
  - Robert Devereux (ed.) "Muhakamat Al-Lughatain (Judgment of Two Languages)" Mir 'Ali Shir Nawāi;  Leiden, E.J. Brill 1966: "Nawa'i also employs the curious argument that most Turks also spoke Persian but only a few Persians ever achieved fluency in Turkic. It is difficult to understand why he was impressed by this phenomenon, since the most obvious explanation is that Turks found it necessary, or at least advisable, to learn Persian – it was, after all, the official state language – while Persians saw no reason to bother learning which was, in their eyes, merely the uncivilized tongue of uncivilized nomadic tribesmen.
  - David J. Roxburgh. The Persian Album, 1400–1600: From Dispersal to Collection. Yale University Press, 2005. pg 130: "Persian literature, especially poetry, occupied a central in the process of assimilation of Timurid elite to the Perso-Islamicate courtly culture, and so it is not surprising to find Baysanghur commissioned a new edition of Firdawsi's Shanama."
2. ↑  B. F. Manz; W. M. Thackston; D. J. Roxburgh; L. Golombek; L. Komaroff; R. E. Darley-Doran (2007). 〈Timurids〉. 《Encyclopaedia of Islam》 Online판. Brill Publishers. What is now called Chaghatay Turkish, which was then called simply türki, was the native and 'home' language of the Timurids ...
3. ↑  B. F. Manz; W. M. Thackston; D. J. Roxburgh; L. Golombek; L. Komaroff; R. E. Darley-Doran (2007). 〈Timurids〉. 《Encyclopaedia of Islam》 Online판. Brill Publishers. As it had been prior to the Timurids and continued to be after them, Arabic was the language par excellence of science, philosophy, theology and the religious sciences. Much of the astronomical work of Ulugh Beg and his co-workers ... is in Arabic, although they also wrote in Persian. Theological works ... are generally in Arabic.
4. ↑  Yazdi, Sharaf al-Din (2008). 《Zafarnama》. Tashkent: San'at. 254쪽.
5. ↑  “Timur's inscription, 1391”. 《Eastern Literature》 (러시아어).
6. ↑  Grigor'ev, A.P (2004). 〈Timur's Inscription, 1391〉. 《Historiography and source study of the history of the countries of Asia and Africa》 (러시아어). Saint-Petersburg State University. 24쪽.
7. ↑  Fragner, Bert (2001). 〈The concept of regionalism in historical research on Central Asia and Iran :a macro - historical interpretation〉. 《Studies on Central Asian history in honor of Yuri Bregel》 (영어). Bloomington, Ind. 350–351쪽.
8. ↑  Ashraf, Ahmad (2006). 〈IRANIAN IDENTITY iii. MEDIEVAL ISLAMIC PERIOD〉.   Yarshater, Ehsan. 《Encyclopædia Iranica, Volume XIII/5: Iran X. Religions in Iran–Iraq V. Safavid period》. London and New York: Routledge & Kegan Paul. 507–522쪽. ISBN 978-0-933273-93-1. (...) the Mongol and Timurid phase, during which the name “Iran” was used for the dynastic realm and a pre-modern ethno-national history of Iranian dynasties was arranged.
9. 1 2  Manz 2020, 25쪽.
10. ↑  Manz 2020, 37쪽.
11. ↑  Chekhovich, O (1960). “Defence of Samarqand in 1454”. 《Social Sciences of Uzbekistan》 4: 37–38.
12. ↑  Husain Syed, Muzaffar (2011). 《Concise History of Islam》. New Delhi: Vij Books India Pvt Ltd. 197쪽.
13. ↑  Ghosh, Amitav (2002). 《Imam and the Indian》. Orient Blackswan. 103–380쪽.
14. ↑  Sonbol, Amira El-Azhary (2005). 《Beyond the Exotic : Women's Histories in Islamic Societies》 1.판. Syracuse Univ. Press. 340쪽. ISBN 978-0-8156-3055-5.
15. ↑  Shterenshis, Michael (2002). 《Tamerlane and the Jews》. RoutledgeCurzon. 28쪽. ISBN 978-0-7007-1696-8.
16. ↑  김호동. 《아틀라스 중앙유라시아사》. 사계절. 148~149쪽.
17. ↑  by hanyl, 티무르 제국의 역사, 2019.04.03. https://hanuur.tistory.com/2
18. ↑  나가사와 가즈도시, 《실크로드의 역사와 문화》, 이재성 옮김(서울: 민족사, 1990), p.262, n.1.
19. ↑  by hanyl, 티무르 제국의 역사, 2019.04.03. https://hanuur.tistory.com/2
20. ↑  by hanyl, 티무르 제국의 역사, 2019.04.03. https://hanuur.tistory.com/2